# ラマポ (ニューヨーク州)
ラマポ（英: Ramapo）は、アメリカ合衆国ニューヨーク州のロックランド郡にある町。人口は14万8919人（2020年）で、州内第12位の位置にある。元はニューヘンプステッド、その後ヘンプステッドと呼ばれていた。町の名称の綴りは Ramopuck、Ramapock、Ramapoughと様々に綴られていた。インディアンの言語で「甘い水」あるいは「傾いた岩」という意味がある。
2012年、ウェブサイトのCNNMoneyではアメリカで住みたい小都市の第58位にラマポを挙げていた。

## 歴史
アメリカ独立戦争の1777年7月24日、最高司令官ジョージ・ワシントンがラマポ・ハムレットに近いラマポ・トルネに昇り、望遠鏡を使ってニュージャージー州サンディフック沖を通過するイギリス艦隊を監視したと言われている。
ヘンプステッドの町は1791年にハベストローの町から分離して作られた。1829年に町名をラマポに変えた。
ロックランド郡を通る最初の鉄道は1841年に建設され、ピアモントとラマポの間を走った。1851年までに路線はエリー湖まで延伸され、土木工学の驚異と見なされた。
現在のニューヨーク州道17号線近く、タース山の麓にあったラマポ鉄工所は、19世紀前半に無頭釘、木ねじ、綿布、バネ鋼を生産していた。その設立者はジェレマイア・H・ピアソンであり、郡を通るナイアック・ターンパイクやニューヨーク・アンド・エリー鉄道の建設に影響力を持った。現在も綿布工場が道路の東側に残っている。
1916年、その前年にナイアックからスプリングバレーまで開通していたニューヨーク州道59号線がサファーンとラマポ・ハムレットまで延伸された。

## 地理

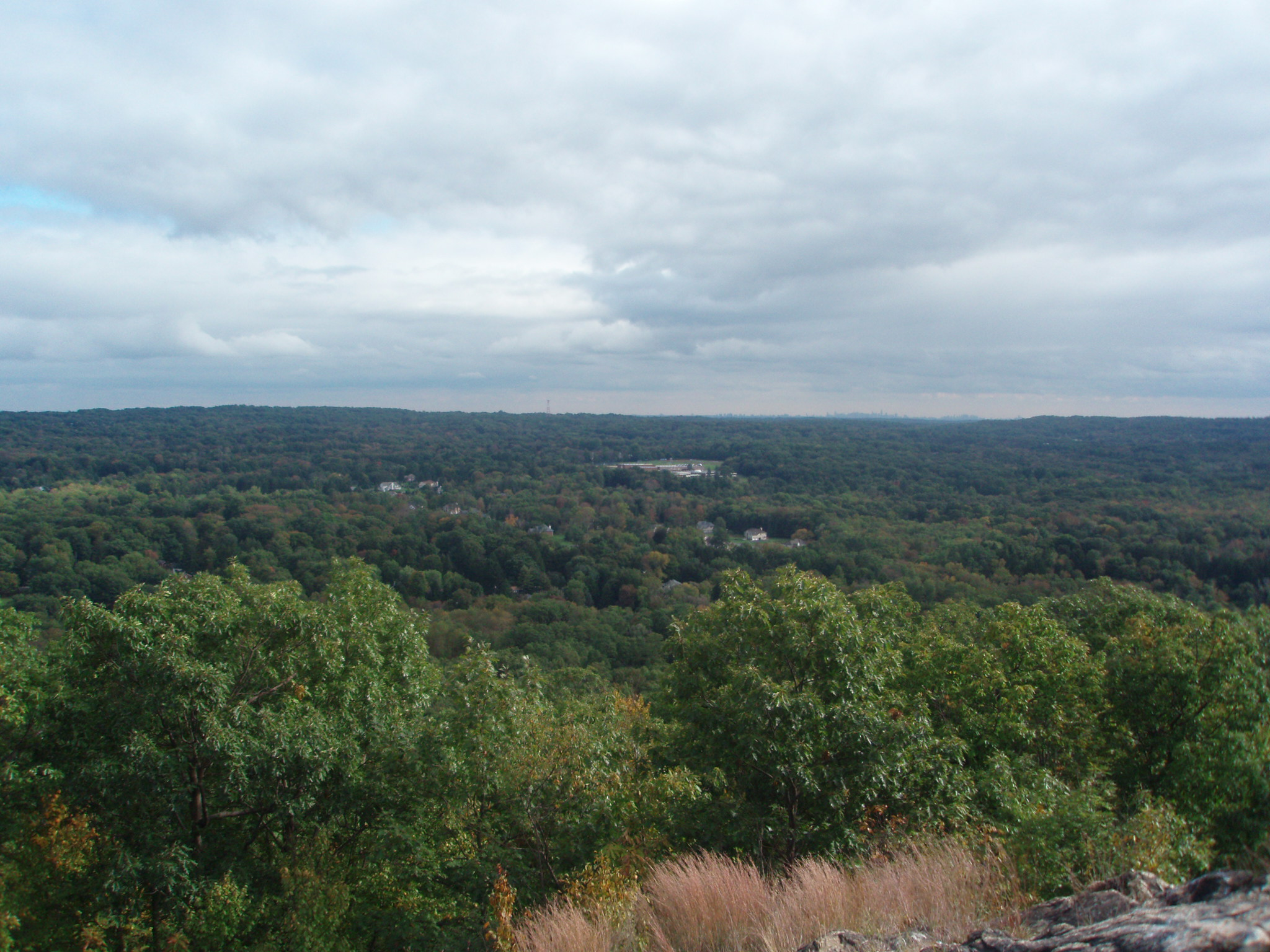
山から見たラマポ

アメリカ合衆国国勢調査局に拠れば、町域全面積は61.9平方マイル (160 km2)であり、このうち陸地61.2平方マイル (159 km2)、水域は0.7平方マイル (1.8 km2)で水域率は1.11%である。
町の南側の境はニュージャージー州に接し、西側の境はニューヨーク州オレンジ郡に接している。ラマポ山地がサファーンの所でラマポ川によって切られており、ここをニューヨーク・ステート・スルーウェイ、州間高速道路287号線、ニューヨーク州道17号線、さらに鉄道が通っている。パリセイズ州間パークウェイが町の北東隅を通り、北境界に接するハベストローに出口がある。
ハリマン州立公園にある標高1,130フィート (340 m) のトルネ山は、地形図上ではハイトルネと表記され、ラマポ・パスやかつて栄えたラマポ鉄工所の名残を見下ろしている。アメリカ独立戦争のときは、ハドソン川を移動するイギリス艦船に対する見張り所だった。ジョージ・ワシントンがこの山で腕時計を無くしたという伝説があり、岩の隙間からチクタクという音が聞こえるとも言われている。
ラマポの町の最高地点は北境界に近いスキレル・スワンプ山であり、標高は1,252フィート (382 m) である。

### 地区とその場所
- アントリム – 南境界に近いハムレット
- エアモント – エアモントの村
- チェスナット・リッジ – チェスナットリッジの村
- ハリマン州立公園 – 町の西部にある州立公園
- ヒルバーン – 町の南西部にあるヒルバーンの村
- ヒルクレスト – ハムレット
- ケイザー – ケイザーの村
- モンゼイ – モンゼイのハムレット
- ニューヘンプステッド – ニューヘンプステッドの村
- ニュースクエア – ニュースクエの村
- モンテベロ – モンテベロの村
- ラマポ – 町の南西部にあるラマポのハムレット
- サンディフィールド – ハムレット
- スロースバーグ – スロースバーグの村
- スプリングバレー – スプリングバレーの村
- スターリントン – スローツバーグ近く
- サファーン – サファーンの村
- サファーンパーク – サファーンに近いハムレット
- トールマン -  町の南部にあるハムレット
- ビオラ – 町の東部にあるハムレット
- ウェズリーヒルズ – ウェズリーヒルズの村、町の北東部にある。

## 人口動態
以下は2000年の国勢調査による人口統計データである。
| 基礎データ - 人口: 108,905 人 - 世帯数: 31,561 世帯 - 家族数: 24,870 家族 - 人口密度: 686.6人/km2（1,778.2 人/mi2） - 住居数: 32,422 軒 - 住居密度: 204.4軒/km2（529.4 軒/mi2） 人種別人口構成 - 白人: 72.54% - アフリカン・アメリカン: 17.04% - ネイティブ・アメリカン: 0.32% - アジア人: 4.60% - 太平洋諸島系: 0.07% - その他の人種: 2.65% - 混血: 2.79% - ヒスパニック・ラテン系: 8.19% | 年齢別人口構成 - 18歳未満: 33.6% - 18-24歳: 8.8% - 25-44歳: 26.0% - 45-64歳: 21.4% - 65歳以上: 10.3% - 年齢の中央値: 32歳 - 性比（女性100人あたり男性の人口） - 総人口: 97.4 - 18歳以上: 93.1 世帯と家族（対世帯数） - 18歳未満の子供がいる: 42.3% - 結婚・同居している夫婦: 64.3% - 未婚・離婚・死別女性が世帯主: 10.6% - 非家族世帯: 21.2% - 単身世帯: 17.2% - 65歳以上の老人1人暮らし: 7.1% - 平均構成人数 - 世帯: 3.37人 - 家族: 3.82人 | 収入と家計 - 収入の中央値 - 世帯: 60,352米ドル - 家族: 67,004米ドル - 性別 - 男性: 46,286米ドル - 女性: 34,632米ドル - 人口1人あたり収入: 22,868米ドル - 貧困線以下 - 対人口: 16.3% - 対家族数: 11.5% - 18歳未満: 24.3% - 65歳以上: 8.8% |

## ランドマークと興味有るところ
モンゼイ教会（ニューホープ・キリスト教会）は1824年に設立された改革派キリスト教教会である。現在の建物は1869年に竣工し、以来毎日曜日に礼拝を続けている。

## レクリエーション
ジョセフ・T・ローレンス・コミュニティ・健康・スポーツ複合施設は2006年11月19日に完成し、公開された。この施設には多目的ターフの競技場があり、観客席は1,800席である。別に全天候対応ドームは60ヤード (54 m) x 40ヤード (36 m) あり、ターフの運動スペースがある。多目的屋内コート3面、ランニング用トラック、有酸素運動機器、ウェイトトレーニング機械、ラケットボールのコート2面、計算機室、ダンスとエアロビクスのスタジオがある。
スポーツにはフットボール、ラクロス、サッカー、野球、ホッケーが含まれ、また以前は住民ができなかった年間を通して行うスポーツもある。
ラマポ住人はこの施設を排他的に利用する権利があるが、有料会員ならば利用できる。
バスケットボールとラケットボールの成人リーグがこの施設を本拠にしている。
ロックランド・ボールダーズはポモナの村の直ぐ外を本拠地にするプロの野球チームであり、カナディアン・アメリカン・アソシエーション・オブ・プロフェッショナル・ベースボール、通称カンナム・リーグの一員である。

## 政府
ラマポは町政監督者クリストファー・セントローレンスが運営している。アメリカ合衆国議会下院にはニタ・ローウィを送り出している。州議会では上院にデイビッド・カーラッチ、下院ではエレン・ジャフィ、ケネス・P・ゼブロウスキ、アニー・ラビットが代表である。

## 教育
ロックランド・コミュニティ・カレッジがビオラのハムレット内にある。町の西部（サファーンとスロースバーグの地域）は主にラマポ中央教育学区の範囲であり、東部（スプリングバレー、モンゼイ、ポモナの地域）は東ラマポ中央教育学区の管轄範囲である。

## 姉妹都市
ラマポの文化的多様性を認識した前町政監督者ハーバート・リースマンが、町内多くの地区のボランティアと共に、姉妹都市を締結する計画を進めている。この計画は資金を手当てし、世界中の候補町に行く計画を作り、地元高校生に他国での経験をさせる機会を提供する委員会で構成されている。
現在世界の7つの町と姉妹都市を締結するための委員会がある。
- アフリカ姉妹都市委員会 (ガーナ)
- 中国姉妹都市委員会 (中華人民共和国)
- インド姉妹都市委員会 (インド)
- アイルランド姉妹都市委員会 (アイルランド、ダナレイル)
- イスラエル姉妹都市委員会 (イスラエル、ベイトシェメシュ)
- イタリア姉妹都市委員会 (イタリア、アンドレッタ)
- フィリピン姉妹都市委員会 (フィリピン、マカティ)